# Miroslav Smyčka
Miroslav Smyčka (11. září 1926 Olomouc – 25. dubna 2017 Praha) byl český operní pěvec-barytonista a esperantista.

## Život
Absolvoval reálné gymnázium v Brně, v letech 1945–1949 studoval filozofii a filologii na Masarykově univerzitě v Brně, ale před závěrečnými zkouškami byl vyloučen v rámci politických prověrek.
Již v době univerzitních studií zároveň studoval zpěv na hudební škole a konzervatoři a v roce 1949 byl angažován ve sboru Státního divadla v Brně. Po ukončení základní vojenské služby pokračoval v operním sboru v Slezském divadle v Opavě a roku 1953 započala jeho kariéra operního sólisty v divadlech v Liberci, Opavě, Českých Budějovicích a zejména v Ústí nad Labem. Po odchodu do penze se odstěhoval zpět do Českých Budějovic a v letech 2005–2011 působil jako externista ve sboru Jihočeského divadla.
Za jeho celoživotní uměleckou práci mu byla na návrh UNIE – odborového svazu profesionálních zpěváků ČR a Společnosti koncertních umělců v roce 2010 udělena cena Senior Prix.
Od 50. let 20. století byl aktivním esperantistou, koncertoval v jazyce esperanto na mnoha mezinárodních akcích v Česku i v zahraničí (Rakousko, Německo, Velká Británie, Nizozemí, Jugoslávie aj.). V roce 2002 byl jmenován čestným členem Českého esperantského svazu.
Jeho dcera Jolana Smyčková (* 1979) působí jako herečka s angažmá v divadle Semafor a rovněž jako zpěvačka a dabérka.

## Role
Ztvárnil role v mnoha významných operách českých i zahraničních autorů:

### České opery
Krušina, Mícha (Smetana – Prodaná nevěsta), Tausendmark (Smetana – Braniboři v Čechách), Vladislav, Budivoj (Smetana – Dalibor), Přemysl, Radovan (Smetana – Libuše), Kalina, Bonifác (Smetana – Tajemství), Tomeš (Smetana – Hubička), Marbuel (Dvořák – Čert a Káča), Hajný (Dvořák – Rusalka), Bohuš, Adolf (Dvořák – Jakobín), Přemysl (Fibich – Šárka), Manuel (Fibich – Nevěsta messinská), Petr Vok (Pauer – Zuzana Vojířová), Sykoš (Martinů – Veselohra na mostě), Pierot (Martinů – Divadlo za branou), (Mysliveček – Medón, král epirský), Revírník, Harašta (Janáček – Příhody lišky Bystroušky), Stárek (Janáček – Její pastorkyňa).

### Zahraniční opery
Rigoletto (Verdi – Rigoletto ), Germant (Verdi – La traviata), Luna (Verdi – Trubadúr ), Renato (Verdi – Maškarní ples), markýz Posa (Verdi – Don Carlos), Scarpia (Puccini – Tosca), Sharples (Puccini – Madam Butterfly), Marcel (Puccini – Bohéma), Schicchi (Puccini – Gianni Schicchi), Valentin (Gounod – Faust), Escamillo (Bizet – Carmen), Car (Lortzing – Car a tesař), Hrabě (Lortzing – Pytlák), Pizarro (Beethoven – Fidelio), Almaviva (Mozart – Figarova svatba), Don Alfonso , Guglielmo (Mozart – Così fan tutte), Doktor Malatesta (Donizetti – Don Pasquale), Talbot (Donizetti – Marie Stuartovna), Faninal (Richard Strauss – Růžový kavalír), Učitel hudby (Richard Strauss – Ariadna na Naxu),
Oněgin (Čajkovskij – Evžen Oněgin), Jelecký, Tomský (Čajkovskij – Piková dáma), Alfio (Mascagni – Sedlák kavalír).

## Nahrávky
Interpretoval rovněž řadu skladeb z oblasti vážné hudby v mezinárodním jazyce esperanto. Některé z nich byly vydány na dvouCD „Melodia regalo“ (Hudební hostina), které vydal Český esperantský svaz v roce 2009. V esperantu v roce 1993 rovněž nazpíval společně s Kateřinou Kudlíkovou MC „Famaj kantoj por belaj horoj“ (Slavné písně pro krásné hodiny) s výběrem známých operetních árií (vydalo nakladatelství KAVA-PECH).
Další nahrávky v esperantu (vedle hudby i Komenského Cesta světla, Čapkovy povídky apod.) se nacházejí na sociálním serveru Ipernity.